# Důl Salm VII – Hugo
Důl Salm VII – Hugo / Hugo-Eliška byl černouhelným hlubinný důl v jihovýchodní části Ostravské dílčí pánve ve Slezské Ostravě. Patřil k dolům, které založil Hugo Karel Eduard kníže Salm-Reifferscheidt-Raitz (1803 - 1888).

## Historie

### Kutací práce
Potřeba levnějšího paliva pro železárny v Blansku  přivedla knížete Salm-Reifferscheidt do Slezské Ostravy za černým uhlím. K prospektorské činnosti najal c. k. hormistra Ignáce Vondráčka (1819 – 1887), který na základě poznatků z průzkumných ražeb hraběte Wilczka a Josefa Zwierziny odvodil předpokládaná místa výskytu černého uhlí. V těchto místech zahájil kutné práce namísto nákladných vrtných prací. Vzhledem k blízkosti důlního pole, které si nárokoval hrabě Wilczek i Josef Zwierzina, docházelo ke sporům mezi kutéry o kutací místa. Tento spor se podařilo vyřešit až v roce 1850, kdy byla uzavřena první prozatímní smlouva (z 12. ledna 1850) mezi Ignácem Vondráčkem a Josefem Zwierzinou. Na základě smlouvy byla posunuta smluvní demarkační hranice na západ od jámy Salm č. I.
Ignác Vondráček prováděl kutné práce na ploše asi 15 ha, mělké jámy byly zpravidla opuštěny po splnění svého účelu (po průzkumu, po havárii). Z využitelných zůstaly tři jámy jáma č. I., jáma č. II. a jáma č. VII. Na základě prokazatelného nálezu uhelné sloje v hloubce 72 m byly knížeti Salm-Reifferscheidt báňským hejtmanstvím uděleny výměrem č. 2056 ze dne 27. listopadu 1851 důlní míry nazvané Hugo I až VIII.

### Historie dolu
Samostatný důl byl založen na původním místě kutací jámy č. VII v roce 1857. Název Hugo obdržel podle křestního jména knížete. V roce 1871 byla v rámci rekonstrukce hloubena nová těžní jáma Eliška, nazvaná podle kněžny Elisabeth Salm-Reifferscheidt (13. 11. 1832 – 14. 3. 1894), roz. Liechtensteinové. Název dolu byl rozšířen na Hugo-Eliška. V roce 1890 se stává novým majitelem stagnujících dolů kníže Hugo Leopold Salm-Reifferscheidt-Krautheim (2. 12. 1863 – 31. 12. 1903). V rámci připravované transformace dolů oslovil vídeňský C.k. privilegovaný Rakouský úvěrový ústav pro obchod a průmysl s úmyslem vytvořit novou společnost. 27. července 1896 byl schválen statut společnosti Ostravská důlní akciová společnost, dříve kníže Salm (Ostrauer Bergbaugesellschaft, A. G., vormals Fürst Salm in Polisch Ostrau), která převzala veškerý majetek Huga Leopolda knížete Salm-Reifferscheidta ve Slezské Ostravě a Radvanicích a 32 výhradních kutišť ve Slezské Ostravě, Radvanicích, Bartovicích a Lipině. 2. listopadu 1896 byly doly přeměněny na tuto akciovou společnost.
1. července 1916 koupila důl společnost Rakouská báňská a hutní společnost, a.s ve Vídni (Oesterreichische Berg-und hüttewerksgesellschaft, A. G.), která v roce 1923 přesídlila do Brna a v roce 1930 do Prahy jako Báňská a hutní společnost, a.s. (BHS). V roce 1925 byla těžba uhlí zastavena, původně na jeden rok, ale dne 8. května 1926 byl důl zastaven definitivně. Důvodem byl nízký odbyt uhlí a koksu a také velké dopravní vzdálenosti v dole (podzemí) z východního důlního pole.

### Současný stav
Jáma Eliška byla uzavřena betonovým  poklopem bez zasypání jámy.  Jáma Hugo byla také zakryta betonovým poklopem s tím, že byla vrchní část jámy přístupná, neboť v ní byla v hloubce 40 m jímána voda z kvartérních štěrků pro zásobování odběratelů v okolí.
7. listopadu 1973 (po padesáti letech ukončení těžby) došlo ke zhroucení jámy Salm II - Leopoldina. Následně byla v roce 1977 dodatečně zasypána hlušinou jáma Eliška a v roce 1981 také větrní jáma Hugo, mimo prostoru 30 m pod ohlubní. Tento úsek byl separátně strojně větrán. Jáma Hubert nadále sloužila k odběru vody. Budova strojovny pro ventilátory byla přestavěna na závodní kantýnu. 2. května 1996 došlo k explozi metanu ve sklepních prostorách závodní kantýny. Plyn unikal z jámy Hugo do nelikvidovaného větrního kanálu, který vedl pod povrchem budovy a ústil do sacích hrdel v místě dříve umístěných ventilátorů. Při výbuchu došlo k smrtelnému úrazu jednoho pracovníka a k těžkému popálení dalšího. Došlo ke zničení uzávěry na ohlubni jámy a k velkému poškození budovy kantýny.

### Strojní a technické zařízení

#### Těžní stroj
Kutací jáma byla v roce 1857 přestavěna na jámu těžní. Pro těžbu černého uhlí byl instalován parní těžní stroj o výkonu 30 HP. 
V roce 1871 byla provedena první rekonstrukce dolu. Byl instalován nový, přímo účinný parní těžní stroj se dvěma ležatými válci, jejichž průměr byl 580 mm a zdvih 110 mm. Parní stroj byl vyroben v roce 1870 ve Strojírnách knížete Salma v Blansku. V roce 1879 prošel rekonstrukcí a v roce 1900 byl nahrazen dvojčitým parním strojem s rozvodem Radovanic o výkonu 600 HP. Vyroben byl opět ve Strojírnách knížete Salma v Blansku. Původní dřevěná těžní věž byla nahrazena ocelovou věží 25 m vysokou. V roce 1928 na těžní jámě Eliška poháněl těžní bubny parní stroj z roku 1900. Těžní bubny měly průměr 5500 mm a šířku 1600 mm, navíjené lano mělo průměr 37 mm. Těžní klec byla dvouetážová na dva vozíky nebo 10 osob na etáž. Rychlost jízdy pro těžbu byla 12 m/s, pro jízdu mužstva 6 m/s. Věž byla vysoká po osy lanovnic 27 m, lanovnice měly průměr 5000 mm.

#### Čerpání vody
V roce 1864 bylo na jámě parní tahadlové čerpadlo s ležatým  válcem o výkonu 28 HP.
V roce 1871 bylo pro čerpání důlních vod k dispozici přímo účinné parní tahadlové čerpadlo s kondenzací, průměr válce 790 mm a zdvih 1420 mm. V roce 1928 zabezpečovalo čerpání důlní vody z 13. patra na povrch odstředivé desetistupňové čerpadlo vyrobené v Brno-Královopolská strojírna, Brno v roce 1918. Výkon čerpadla 2000 l/min., výkon motoru 525 HP.

#### Větrání
Doly knížete Salma se vyznačovaly velkým výskytem důlních plynů. Z toho důvodu se musela větrání věnovat velká pozornost. Ve vzdálených částech důlního pole při ražbách chodeb byly požívány ruční ventilátory. Větrání bylo společné od roku 1875 s dolem č. I a II. Po vyhloubení nové těžní jámy Eliška byla jáma Hugo přestrojena na jámu větrní. V roce 1875 byly instalovány dva ventilátory soustavy Rittinger, s průměrem oběžného kola 3000 mm, šířce 310 mm. Každý ventilátor měl při 115 ot/min výkon 760 m3/min. Pohon zabezpečovaly dva parní stroje, z nichž jeden byl záloze. Jáma byla rekonstruována tak, že mohla odvětrávat důl Salm II - Leopoldina. Ventilátor Rittinger z roku 1875 byl nahrazen v roce 1894 výkonnějším ventilátorem soustavy Guibal s oběžným kolem o průměru 9000 mm, šířkou 1000 mm a výkonem 2000 m3/min. Větrná jáma Hugo byla v roce 1898 hluboká 307 m (7. patro) a zabezpečovala větrání obou dolů č. II a č. VII. U jámy Hugo byla konečná hloubka 431,95 m (9. patro). V roce 1923 byl parní pohon ventilátorů přestavěn na pohon elektrický. V roce 1925 byl instalován ventilátor soustavy Capell o výkonu 3000 m3/min., vyroben firmou Breitfeld & Daněk, Praha, pohon Českomoravská-Kolben Daněk, Praha. V roce 1928 byl ještě k dispozici ventilátor z roku 1890 Steckl vyroben ve Strojírnách knížete Salma, Blansko, s elektrickým pohonem AEG Vídeň.

##### Michálkovická větrni jáma

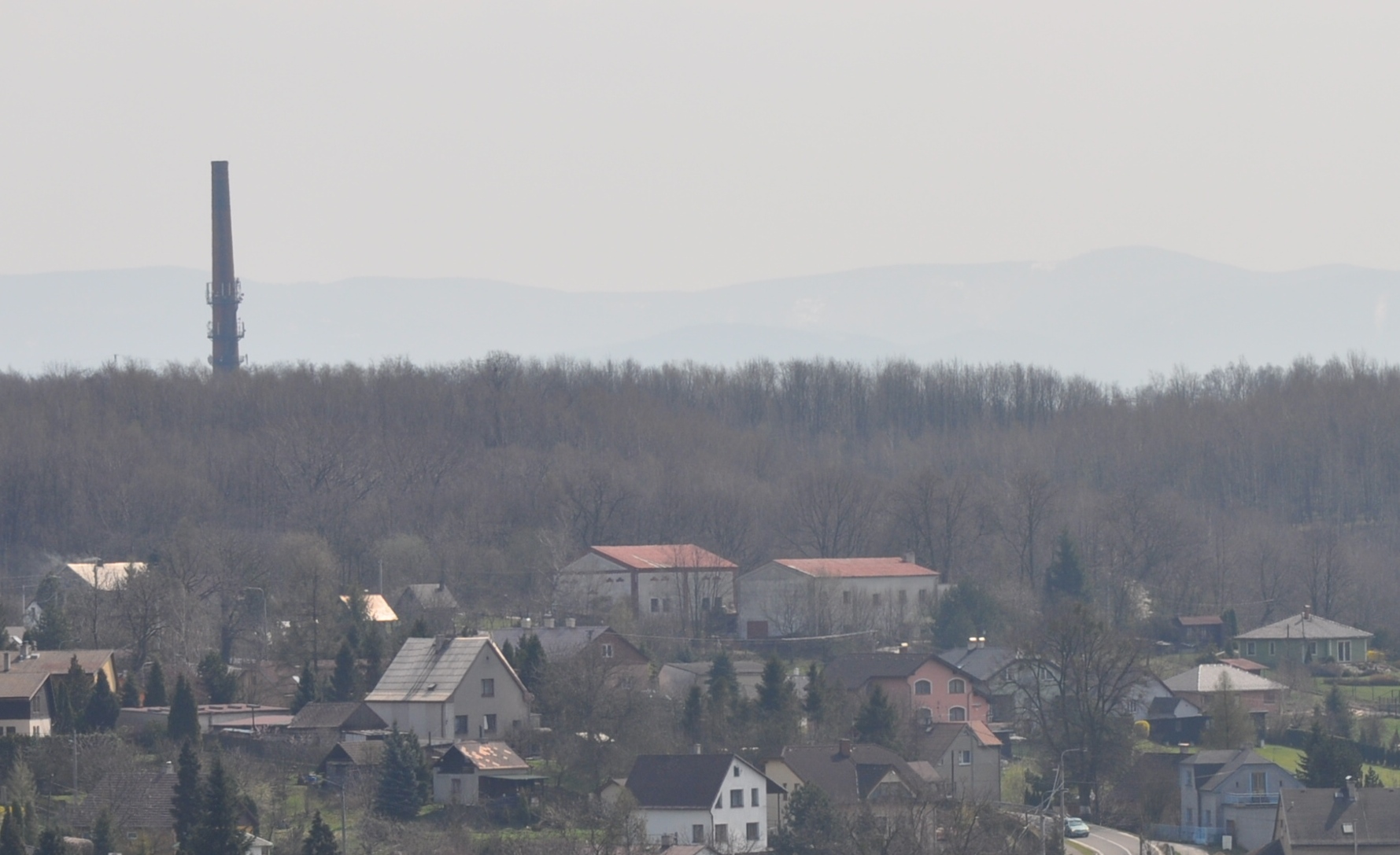
Budovy větrné jámy Michálkovice. Vzadu je komín dolu Hedvika.

V červenci 1895 bylo pro diagonální větrání severovýchodního důlního pole dolu č. VII – Hugo-Eliška zahájeno hloubení větrní jámy na katastrálním území Michálkovic. Hloubení bylo ukončeno v listopadu 1897 v hloubce 441,96 m a rok na to byla jáma vystrojena dvěma ventilátory soustavy Guibal, každý s oběžným kolem o průměru 7800 mm a výkonem 2500 m3/min. V roce 1904 bylo na Michálkovické větrní jámě uvedeno do provozu těžní zařízení pro jízdu mužstva. V kotelně vyráběly páru tři plamencové kotle, každý s výhřevnou plochou 66 m2. V roce 1925 byl provoz větrné jámy ukončen a jáma zasypána. Zajímavostí je, že jáma před vlastním zasypáním nebyla odstrojena (riziko vzniku dutin při zásypu), což svědčí o tom, že tyto práce byly prováděny narychlo). Jámová budova a kotelna byly zbořeny.

#### Kompresory
V roce 1890 byl instalován kompresor systému Stöckl s výkonem 80 m3/h. V roce 1893 byl uveden do činnosti dvouválcový kompresor soustavy Stöckl s výkonem 2500 m3/h. 
V budově elektrické ústředny bylo v roce 1908 instalován dvouválcový kompresor soustavy Maier s výkonem 3000 m3/hod. poháněn parním strojem o výkonu 300 HP. V roce 1930 byly k dispozici dva kompresory. Pístový R. Maier, Düsseldorf, z roku 1908, sací výkon 3000 m3/h poháněný přímo účinným pístovým parním strojem téže firmy s výkonem 350 HP. Druhý byl dvojstupňový turbokompresor, vyroben ve Škoda Plzeň, s výkonem 12000 m3/h, pohon parní turbínou z roku 1916 téže firmy, výkon 1650 HP.

#### Různé
V roce 1862 byl důl č. VII včetně č. II. napojen na Báňskou dráhu.

### Těžba uhlí
Dobývaly se sloje jaklovecké vrstvy ostravského souvrství. Uhelné sloje o mocnosti 0,55 až 1,5 m byly těženy metodou směrného i dovrchního pilířování většinou na zával, zvláště u výchozu slojí a u demarkační hranice. Jáma byla v roce 1864 hluboká 130,9 m. V roce 1871 bylo zahájeno hloubení nové těžní jámy Salm VII – Eliška. v roce 1882 dosáhla 328,5 m (úroveň 8. patra). Konečná hloubka těžní jámy Eliška byla 592,04 m (13. patro) byla dosažena v roce 1898. V roce 1900 se vytěžilo 131 630 t uhlí, maximum bylo dosaženo v roce 1912 212 282 tun, v roce 1920 už těžba poklesla na 136 300 tun, 1925 těžba klesla na 120 000 tun. 
Třídění uhlí v počátečním údobí bylo prováděno ručně. Vytěžené uhlí bylo prohazováno přes síta a mříže, aby se vytřídilo podle kusovosti. V roce 1871 byla postavena třídírna uhlí soustavy Mayer a Sauer. V roce 1925 byl proražen překop mezi dolem č. VII a dolem Hedvika v Petřvaldě.
V roce 1958 bylo důlní pole Salmových dolů rozděleno mezi doly Michálka, Jan-Maria, Ludvík a Hedvika.

### Údaje o dole Salm VII – Hugo / Hugo-Eliška
Údaje dle
| název                 | druh jámy               | založení | hloubka [m] | těžba       | vytěženo [t]   | likvidace | dobývací pole [ha] | poznámka         |
| --------------------- | ----------------------- | -------- | ----------- | ----------- | -------------- | --------- | ------------------ | ---------------- |
| Důl Salm VII - Eliška | těžní                   | 1862     | 592         | 1872 – 1925 | 99 – 208 tisíc | 1926      | 252                | 3 jámy, 13 pater |
| Důl Salm VII – Hugo   | kutací / těžní / větrní | 1850     | 431         | 1862 – 1875 | 99 – 208 tisíc | 1926      | 252                | 3 jámy, 13 pater |
| Michálkovická větrní  | větrní                  | 1895     | 442         |             |                | 1925      | 252                | důl Hedvika      |

### Ubytování
Havíři nacházeli bydlení v koloniích Salmovec a Stará kolonie. V blízkosti jámy č. II na kolonii Salmovec navazovala Úřednická kolonie.

### Koksovna Salm
Provoz 10 belgických koksových pecí soustavy Dulait byl zahájen v roce 1862. V roce 1870 pracovalo 10 koksových pecí soustavy François Gobiet. V roce 1882 už pracovalo 29 koksových pecí soustavy François Gobiet. V letech 1897–1898 v blízkosti jámy produkovalo koks 77 plamenných pecí soustavy Coppé, Gobiet a Lares s výkonem 32 560 tun koksu. V roce 1890 proběhla přestavba pecí a do provozu bylo uvedeno 60 komor Otto-Hoffmann a v roce 1912 to bylo 30 komor Koppers. Nejvyšší produkce kosu bylo dosaženo v roce 1913 a o něco málo nižší i v roce 1917. V následných létech produkce koksu klesala.
Výroba koksu dle
| rok  | vyrobeno [t] | počet dělníků | rok  | vyrobeno [t] | počet dělníků |
| ---- | ------------ | ------------- | ---- | ------------ | ------------- |
| 1900 | 29 782       | 109           | 1913 | 92 244       | 237           |
| 1903 | 9 970        | 42            | 1917 | 91 900       | 233           |
| 1905 | 393          | 27            | 1924 | 65 030       | 289           |

Koksovna byla zastavena v roce 1925.

### Důl Ludvík
V červnu 1898 společnost Ostravská důlní akciová společnost, dříve kníže Salm, zahájila otvírku nové těžní jámy Ludvík v Radvanicích pod vedením dolu Salm VII – Hugo/Eliška. Hloubení jámy pro potíže s průvaly spodní vody trvalo až do podzimu roku 1911. V roce 1909 začala výstavba povrchových zařízení a v roce 1912 byla postavena 2,9 km dlouhá lanová dráha mezi dolem Ludvík a třídírnou dolu Salm VII – Hugo/Eliška. Taktéž v podzemí byl ražen překop mezi oběma doly. Důl Ludvík byl pro velké potíže při výstavbě otevřen až v roce 1912  a v roce 1916 se důl Ludvík stal samostatným závodem. V roce 1916 se stal majetkem Rakouské báňské a hutní společnosti. Lanovka byla zrušena v letech 1927–1928.

### Elektrárna Salm VII – Hugo-Eliška
V roce 1888 bylo na důl zavedeno elektrické osvětlení závodních budov. V roce 1900 byly v provozu třífázový alternátor 210 kW a dynamo 50 kW, které byly poháněny pomocí konopných lan parním kompoudním strojem. Elektrárna byla postavena v roce 1905 a dána do provozu v roce 1906. V činnost byly uvedena dvě turbosoustrojí s výkonem 500 kW. Alternátory Brown-Boveri s pohonem Rateaurovými turbínami s vstřikovou kondenzací, které byly vyrobené ve Škodových závodech. Turbíny měly výrobní čísla 3 a 4 - byly to jedny z prvních škodových turbín. V roce 1914 byl instalován třífázový turboalternátor 2000 kW a současně rozšířená rozvodna, firmou AEG-Union. Pohon zabezpečovala turbína se samočinnou regulací vyrobená ve Škodových závodech. Přestavba byla ukončena v roce 1917 a alternátory Brown-Boveri byly ponechány jen pro výpomoc. Chladič oběžné vody měl výkon 1200 m3/h. Elektrárna dodávala elektrický proud jámě č. VII, koksovně Salma a od 1916 dolu Ludvík. V roce 1919 byl postaven nový chladič oběžné vody s výkonem 1400 m3/h, výrobu páry zabezpečovaly dva strmotrubkové kotly (systém Oschatz), každý s 260 m2 výhřevné plochy. V roce 1922 byl zabezpečován přenos elektrické energie na důl Hedvika a Pokrok v Petřvaldě, z tohoto důvodu byla elektrárna na dole Hedvika pozastavena. Stoupající spotřeba elektrické energie si vyžádala další turbosoustrojí, které bylo instalováno v roce 1924. Turboalternátor firmy AEG-Union o výkonu 3000 kW byl přemístěn z drátoven v Bohumíně do elektrárny Salm. V roce 1924 byla napojena na rozvodnou síť Karlova huť a drátovny v Bohumíně. Nový chladič oběžné vody měl výkon 2800 m3/h.
V roce 1924 byla elektrárna propojena s Karlovou hutí, drátovnami v Bohumíně a dolem Ignát jako první v ČSR vysokofrekvenčním bezdrátovým telefonem systému Telefunken.
V kotelně byly na ploše 1110 m2 instalovány postupně s nárůstem požadavků na výrobu páry plamencové kotle. V roce 1916 zde pracovalo 10 bateriových kotlů s výhřevnou plochou po 135 m2, což bylo nedostatečné. Proto byly v roce 1919 postaveny dva strmotrubkové kotly (systém Oschatz) každý s 260 m2 výhřevné plochy. V roce 1927 bylo v činnosti 10 kotlů, dva kotle typ Garbe (10 atm., 400 m2 výhřevné plochy) a 8 kotlů typu Oschatz (12 atm., 260 m2 a 330 m2 výhřevné plochy) s celkovou výhřevnou plochou 3290 m2. Kotle byly vybaveny pohyblivými rošty. Odvod spalin zabezpečovaly dva zděné komíny. Jeden vysoký 50 m s průměrem ve vrchní části komínu 2,5 m, druhý 70 m vysoký s průměrem 3 m. Kotle spalovaly těžené uhlí, prach, kaly a u 6 kotlů byly hořáky na plyn. Teplota vyrobené páry byla 300 – 350 °C, tlak páry 10 a 12 atmosfér.
Úpravna vody byla v Radvanicích od firmy Bühring Bruckner, čerpala vodu z řeky Lučiny, její výkon byl 8 m3/h upravené vody.
Elektrárna Salm byla v roce 1928 zálohou pro důl Ignát, dodávala elektrický proud Zwierzinovu uhelnému těžířstvu, do obce Radvanice a Kunčičky pro výrobu a osvětlení.